# 秦良
秦良，是《三国演义》中的虚构人物，曹魏曹真的副将。
司馬懿和曹真賭赛蜀軍出現在斜谷还是箕谷，曹真在祁山之西斜谷口布陣，秦良跟随。探子发现谷中出現蜀軍，曹真派秦良带五千兵前去偵察。蜀軍伏兵杀出包围攻打秦良的軍队，秦良死战，蜀将廖化一刀将他斬於马下。之後，蜀軍穿上秦良属下兵士的服装，假装回到魏营，急襲曹真，大破魏军。